# 869년

## 연호
- 당(唐) 함통(咸通) 10년
- 일본(日本) 조간(貞観) 11년

## 기년
- 당(唐) 의종(懿宗) 10년
- 신라(新羅) 경문왕(景文王) 9년
- 발해(渤海) 대건황(大虔晃) 12년

## 사건
- 조간의 한구
- 5월 이찬 김예와 김현 등이 반란을 꾀하다 죽임을 당함.

## 탄생
- 1월 2일 - 제57대 일본의 천황 요제이 천황. (~949년)

### 미상
- 후 삼국 시대 태봉의 군주 궁예. (~918년)
- 신라(新羅)말 고려(高麗) 초기(草奇)의 승려(僧侶) 경보(慶甫)